# Andrej Faglic
Andrej Faglic (8. září 1920 Párnica – 27. listopadu 2003 Praha) byl slovenský a československý odbojář, generál, politik Komunistické strany Slovenska, poslanec Slovenské národní rady v 60. letech a poslanec Sněmovny národů Federálního shromáždění na počátku normalizace. Po roce 1989 komunální politik KSČM v Praze.

## Biografie
Pocházel z rodiny sezónního dělníka. Absolvoval základní školu a vyučil se zedníkem. Za války ho čekalo totální nasazení na práce v Německu, ale uprchl. 1. října 1940 byl povolán do armády Slovenského státu a bojoval na jižní Ukrajině. Přeběhl na sovětskou stranu a zapojil se do československé jednotky v SSSR. Bojoval na Dukle. Během války byl dvakrát raněn. Konec války ho zastihl na severní Moravě. 17. května 1945 se zúčastnil slavnostního pochodu osvobozenou Prahou.
Po válce působil v Košicích na vojenské správě, v 50. letech přednášel na Vojenské lékařské fakultě v Hradci Králové, v 60. letech byl náčelníkem Krajské vojenské správy v Banské Bystrici. Po dobu roku a půl působil jako vojenský atašé v Bukurešti. Od roku 1970 pracoval na ministerstvu národní obrany na úseku vojenského školství. V roce 1981 odešel do výslužby v hodnosti generálmajora. Zastával funkce ve Svazu protifašistických bojovníků.
Ve volbách roku 1964 byl zvolen do Slovenské národní rady. Po federalizaci Československa usedl v lednu 1969 do Sněmovny národů Federálního shromáždění. Do federálního parlamentu ho nominovala Slovenská národní rada. V parlamentu setrval do konce funkčního období, tedy do voleb roku 1971. Své válečné vzpomínky sepsal v roce 1989 do knihy Návraty do rodného kraja.
Politicky se angažoval i po sametové revoluci. V komunálních volbách roku 1994, komunálních volbách roku 1998 a komunálních volbách roku 2002 byl zvolen za KSČM zastupitelem městské části Praha 11. Je uváděn jako důchodce a vojenský historik. V roce 2007 ho klub zastupitelů KSČM navrhl v anketě o Cenu městské části Praha 11.

## Vyznamenání
- Československá vojenská medaile za zásluhy, I. stupeň, 1945
- Československý válečný kříž 1939, 1945
- Československý válečný kříž 1939, udělen podruhé, 1946
- Pamětní medaile československé armády v zahraničí, se štítkem SSSR, 1946
- Medaile Za vítězství nad Německem ve Velké Vlastenecké válce 1941–1945 [7], 1946 (SSSR)
- Medaile za odvahu, 1946 (SSSR)
- Československý vojenský řád Bílého lva „Za vítězství“, IV. třída – zlatá medaile, 1949
- Medaile Za zásluhy o obranu vlasti, 1955
- Dukelská pamětní medaile, 1959
- Řád rudé hvězdy, 1959
- Medaile Za upevňování přátelství ve zbrani[8], II. stupeň, 1972
- Jubilejní medaile 20. výročí vítězství ve Velké vlastenecké válce 1941–1945[9], 1972 (SSSR)
- Medaile Za osvobození Prahy, 1974 (SSSR)
- Jubilejní medaile 30. výročí vítězství ve Velké vlastenecké válce 1941–1945 [10], 1975 (SSSR)
- Pamětní medaile k 30. výročí národně osvobozeneckého boje našeho lidu a osvobození Československa Sovětskou armádou, 1976